# Hanover (Massachusetts)
Hanover es un pueblo ubicado en el condado de Plymouth en el estado estadounidense de Massachusetts. En el Censo de 2010 tenía una población de 13.879 habitantes y una densidad poblacional de 341,47 personas por km².

## Geografía
Hanover se encuentra ubicado en las coordenadas 42°7′23″N 70°51′23″O / 42.12306, -70.85639. Según la Oficina del Censo de los Estados Unidos, Hanover tiene una superficie total de 40.64 km², de la cual 40.43 km² corresponden a tierra firme y (0.54%) 0.22 km² es agua.

## Demografía
Según el censo de 2010, había 13.879 personas residiendo en Hanover. La densidad de población era de 341,47 hab./km². De los 13.879 habitantes, Hanover estaba compuesto por el 96.49% blancos, el 0.79% eran afroamericanos, el 0.11% eran amerindios, el 1.16% eran asiáticos, el 0.04% eran isleños del Pacífico, el 0.48% eran de otras razas y el 0.93% pertenecían a dos o más razas. Del total de la población el 0.92% eran hispanos o latinos de cualquier raza.